# Lebanon (Nebraska)
Lebanon é uma vila localizada no estado americano de Nebraska, no Condado de Red Willow.

## Demografia
Segundo o censo americano de 2000, a sua população era de 70 habitantes.
Em 2006, foi estimada uma população de 67, um decréscimo de 3 (-4.3%).

## Geografia
De acordo com o United States Census Bureau, a localidade tem uma área de 0,4 km², sem área coberta por água. Lebanon localiza-se a aproximadamente 731 m acima do nível do mar.

## Localidades na vizinhança
O diagrama seguinte representa as localidades num raio de 28 km ao redor de Lebanon.